# Montsoult
Montsoult és un municipi francès, situat al departament de Val-d'Oise i a la regió de Illa de França. L'any 2007 tenia 3.474 habitants.
Forma part del cantó de Domont, del districte de Sarcelles i de la Comunitat de comunes Carnelle Pays-de-France.

## Demografia

### Població
El 2007 la població de fet de Montsoult era de 3.474 persones. Hi havia 1.287 famílies, de les quals 269 eren unipersonals (102 homes vivint sols i 167 dones vivint soles), 379 parelles sense fills, 525 parelles amb fills i 114 famílies monoparentals amb fills.
La població ha evolucionat segons el següent gràfic:
Habitants censats

### Habitatges
El 2007 hi havia 1.362 habitatges, 1.301 eren l'habitatge principal de la família, 15 eren segones residències i 46 estaven desocupats. 1.115 eren cases i 234 eren apartaments. Dels 1.301 habitatges principals, 1.051 estaven ocupats pels seus propietaris, 214 estaven llogats i ocupats pels llogaters i 37 estaven cedits a títol gratuït; 26 tenien una cambra, 65 en tenien dues, 184 en tenien tres, 328 en tenien quatre i 698 en tenien cinc o més. 1.030 habitatges disposaven pel capbaix d'una plaça de pàrquing. A 544 habitatges hi havia un automòbil i a 620 n'hi havia dos o més.

### Piràmide de població
La piràmide de població per edats i sexe el 2009 era:
| Homes | Edats   | Dones |
| ----- | ------- | ----- |
| 0     | 95 o +  | 4     |
| 4     | 90 a 94 | 0     |
| 0     | 85 a 89 | 12    |
| 20    | 80 a 84 | 16    |
| 36    | 75 a 79 | 44    |
| 24    | 70 a 74 | 48    |
| 72    | 65 a 69 | 72    |
| 100   | 60 a 64 | 84    |
| 104   | 55 a 59 | 124   |
| 136   | 50 a 54 | 152   |
| 136   | 45 a 49 | 144   |
| 164   | 40 a 44 | 136   |
| 112   | 35 a 39 | 152   |
| 116   | 30 a 34 | 124   |
| 104   | 25 a 29 | 132   |
| 116   | 20 a 24 | 84    |
| 152   | 15 a 19 | 96    |
| 160   | 10 a 14 | 116   |
| 152   | 5 a 9   | 136   |
| 76    | 0 a 4   | 96    |

## Economia
El 2007 la població en edat de treballar era de 2.323 persones, 1.741 eren actives i 582 eren inactives. De les 1.741 persones actives 1.630 estaven ocupades (820 homes i 810 dones) i 111 estaven aturades (59 homes i 52 dones). De les 582 persones inactives 213 estaven jubilades, 269 estaven estudiant i 100 estaven classificades com a «altres inactius».

### Ingressos
El 2009 a Montsoult hi havia 1.278 unitats fiscals que integraven 3.419 persones, la mediana anual d'ingressos fiscals per persona era de 25.630 €.

### Activitats econòmiques
Dels 162 establiments que hi havia el 2007, 1 era d'una empresa extractiva, 5 d'empreses alimentàries, 1 d'una empresa de fabricació de material elèctric, 10 d'empreses de fabricació d'altres productes industrials, 18 d'empreses de construcció, 33 d'empreses de comerç i reparació d'automòbils, 16 d'empreses de transport, 4 d'empreses d'hostatgeria i restauració, 4 d'empreses d'informació i comunicació, 8 d'empreses financeres, 9 d'empreses immobiliàries, 25 d'empreses de serveis, 18 d'entitats de l'administració pública i 10 d'empreses classificades com a «altres activitats de serveis».
Dels 35 establiments de servei als particulars que hi havia el 2009, 1 era una gendarmeria, 1 oficina de correu, 1 una oficina bancària, 6 tallers de reparació d'automòbils i de material agrícola, 1 autoescola, 1 paleta, 1 guixaire pintor, 4 fusteries, 3 lampisteries, 5 electricistes, 1 empresa de construcció, 4 perruqueries, 1 agència de treball temporal, 1 restaurant i 4 agències immobiliàries.
Dels 7 establiments comercials que hi havia el 2009, 1 era un supermercat, 1 una gran superfície de material de bricolatge, 4 fleques i 1 una fleca.

## Equipaments sanitaris i escolars
L'únic equipament sanitari que hi havia el 2009 era una farmàcia.
El 2009 hi havia 1 escola maternal i 2 escoles elementals. A Montsoult hi havia 1 col·legi d'educació secundària i 1 liceu tecnològic. Als col·legis d'educació secundària hi havia 512 alumnes i als liceus tecnològics 553.

## Poblacions més properes
El següent diagrama mostra les poblacions més properes.